# Maurizio Bravi
Maurizio Claudio Bravi (* 20. Juli 1962 in Capriate San Gervasio, Provinz Bergamo) ist ein italienischer römisch-katholischer Geistlicher, ernannter Erzbischof und Diplomat des Heiligen Stuhls.

## Leben
Maurizio Bravi empfing nach dem Studium der Philosophie und der Katholischen Theologie am 21. Juni 1986 das Sakrament der Priesterweihe für das Bistum Bergamo.
Nach der Priesterweihe war Bravi zunächst als Pfarrvikar der Pfarrei San Michele in Leffe tätig. Von 1991 bis 1995 setzte er seine Ausbildung an der Päpstlichen Diplomatenakademie in Rom fort. Daneben wurde er 1995 an der Päpstlichen Universität Gregoriana in Rom bei Gianfranco Ghirlanda SJ mit der Arbeit Il Sinodo dei vescovi: Istituzione, fini e natura. Indagine teologico-giuridica („Die Bischofssynode: Errichtung, Zielsetzung und Wesen. Theologisch-juristische Untersuchung“) im Fach Kanonisches Recht promoviert. Bravi trat am 1. Juli 1995 in den diplomatischen Dienst des Heiligen Stuhls ein. Er war an den Nuntiaturen in der Dominikanischen Republik (1996–1998), in Argentinien (1998–2000) und in Frankreich (2006–2011) sowie in der Sektion für die Beziehungen mit den Staaten des Staatssekretariats (2000–2006) tätig. Ab 2011 war Bravi Nuntiaturrat an der Nuntiatur in Kanada. Papst Johannes Paul II. verlieh ihm am 5. Juli 1996 den Ehrentitel Päpstlicher Ehrenkaplan und Papst Benedikt XVI. am 19. Dezember 2006 den Ehrentitel Päpstlicher Ehrenprälat. Papst Franziskus bestellte ihn am 27. Februar 2016 als Nachfolger von Renzo Fratini zum Ständigen Beobachter des Heiligen Stuhls bei der Welttourismusorganisation in Madrid.
Am 15. Januar 2025 ernannte ihn Papst Franziskus zum Titularerzbischof von Tolentino sowie zum Apostolischen Nuntius in Papua-Neuguinea und auf den Salomonen. Die Bischofsweihe im Dom von Bergamo durch Kardinalstaatssekretär Pietro Parolin ist für den 22. Februar 2025 geplant.

## Schriften
- Il Sinodo dei vescovi: Istituzione, fini e natura. Indagine teologico-giuridica (= Tesi gregoriana. Serie Diritto canonico. Band 2). Pontificia Università Gregoriana, Rom 1995, ISBN 978-88-7652-687-9.